# 道仁会
道仁会（どうじんかい）は、福岡県久留米市に本部を置く指定暴力団。2012年より改正暴対法に基づく特定抗争指定暴力団（‐2014年）。2023年末時点の勢力数は約590人（構成員数：320人、準構成員等：約260人）。福岡県内においては約280人（構成員：約160人、準構成員等：約120人）が確認されている。福岡県のほかにも佐賀県や熊本県などに系列組織を置いている。
顕著なる反権力性、反警察的色彩ならびに極度の好戦的傾向から知られる暴力団組織で、その結成からというもの数多の抗争事件をもってその名を知らしめてきた。10倍近い勢力を有する山口組を相手に一歩も引かない姿勢を示した1980年代のいわゆる『山道抗争』における激烈な戦闘行動や、関東の大組織・住吉連合会側の破門者である池田烈（池田会）の組員を道仁会側が受け入れると全国の組織に通知したことに端を発する突発的な抗争に際し、破壊的な総力戦を敢行しようとしたことなどから、暴力団界にあって際立った畏怖を伴う恐ろしい組織であるとの評判が定着。
長年にわたって日本屈指の強力な犯罪組織としてあり続けており、その性質面について、安田雅企（小説家、東京犯罪研究会）は「信じ難い蛮勇を有する組織」、ジェイク・エーデルスタイン（ジャーナリスト）は「とりわけ獰猛（凶暴）な組織」であると評した。
2000年代中盤頃からは、人事を巡って分裂した九州誠道会を相手とした、暴力団史に類を見ないほどの極めて破壊的な銃火器類を多用した激しい抗争の当事者となり、全国的な関心を惹起する事態ともなった。抗争終結宣言に至る2013年までに、マシンガンや手榴弾を用いた47件の抗争事件で14名の死者を発生させるに至った。
こうした事態を受けて、福岡県警は道仁会が資金獲得活動を活発化させているとみて、2018年10月、約200人態勢の「筑後地区暴力団集中取締本部」を設置。2019年3月には組員らに対する職務質問に取り組む「特別遊撃班」を発足させ、組織の実態解明を進めており、上層部を一斉に摘発する「頂上作戦」も視野に入れた集中的な取り締まりが行われている。2020年代に入り、県警暴力団犯罪捜査課は、道仁会捜査の一環として、地元建設業者を一斉に逮捕し、徹底した資金源の解明が行われている。

## 来歴
1971年に古賀一家を含む4団体が合体し「道仁会」を結成。この統合を主導したのが初代会長の古賀磯次である。
初代幹事長であった松尾誠次郎が1992年に二代目を襲名。同年に暴力団対策法に基づく指定暴力団への登録を受ける。
2006年松尾誠次郎二代目の引退に伴い、傘下松尾組の大中義久組長を会長とする三代目体制が発足するも、同時期に離反した九州誠道会組員により、2007年8月18日に福岡市中央区で乗用車から降りたところを頭部に銃撃を受けて即死。
その後、当時服役中であった小林哲治が四代目を継承した。
2024年5月27日、新会長の継承式が行われ、四代目理事長・福田憲一が五代目を継承した。
2025年6月17日、官報で福岡県公安委員会は道仁会の代表するものの氏名を小林哲治から福田憲一に変更を公示した。

## 抗争史
道仁会が当事者となってきた数々の抗争事件のうち、20世紀における主要なものとしては、
- 1978年における大牟田市内の名門暴力団組織・馬場一家との抗争
- 1980年における三代目山口組伊豆組伊豆一家との抗争
- 1982年における久留米市内の向山一家との抗争
- 1983年における馬場一家との第二次抗争および住吉連合会との抗争
- 1986年12月から約1ヶ月半続いた四代目山口組との抗争

が挙げられる。
住吉連合会との抗争に際しては、道仁会組員らが大挙して上京したうえで東京都内に潜伏、同時多発急襲寸前というところまで事が進んだものの、まさに間一髪という時点で落着。
のちに山道抗争として語られるようになった山口組との抗争は、その膨大な発砲回数と死傷者の急増から全国的なマスメディアの関心を惹起することにもなった。

### 対 九州誠道会
長年にわたり組織を率いた松尾誠次郎が2006年に引退を表明。これに際して大牟田市を本拠地とする村上一家を中心とした勢力が次期の人事決定に反発し、道仁会から脱退したうえで、“九州誠道会”という名の新団体を発足させた。これが抗争の起こりであった。

年内にさっそく本部事務所がAK-47アサルトライフルによる激しい掃射を受け、それから2年間のうちに7名の死者を計上した。
誠道会側からの終結の宣言が行われた2008年頃からしばらくは局所的な抗争事件が発生するに留まっていたものの、やがて再燃し、特に2011年に入ってからは激化が確認されている。
2011年度の目立った関係事案あるいは関係が疑われる事案としては、誠道会系元組長を含む2名が誠道会本部事務所の至近地で乗車していたワゴンごと電柱に衝突し即死、爆発炎上後の車内から手榴弾が発見された事件や、佐賀県伊万里市で組員が誠道会系幹部を回転式拳銃で射殺した事件、佐賀県小城市で組員と疑われる男が誠道会系組員の居宅を襲ったうえで刺殺した事件、大川市で道仁会関係と見られる車と誠道会系組員らの乗る車とがいわゆるカーチェイスによる銃撃戦を展開した事件、会長宅が機関銃や手榴弾で武装した誠道会関係者による襲撃を受けた事件などが幅広く報道された。このような抗争状態を背景とし、2012年12月、九州誠道会とともに改正暴対法に基づく“特定抗争指定暴力団”の指定対象となった。
2013年6月、九州誠道会との抗争終結の旨の宣言書を福岡県警久留米署へ提出。その後、特定抗争指定暴力団の指定は2014年6月26日をもって解除された。

## 歴代会長
- 初代：古賀磯次 2009年5月22日、74歳で死去[38]。
- 二代目：松尾 誠次郎 2024年8月27日、78歳で死去（病気のため）[39]。
- 三代目：大中義久（松尾義久）2007年8月18日、56歳で死去。
- 四代目：小林哲治
- 五代目：福田憲一

## 四代目道仁会 最高幹部
四代目会長 - 小林哲治
執行部
- 理事長 - 福田憲一（福田組組長）
- 本部長 - 水上 強（三代目前田一家総長）
- 理事長補佐 - 堤 修平（三代目松尾組組長）
- 理事長補佐 - 武田俊博（二代目出口一家総長）
- 理事長補佐 - 古賀繁敏（二代目荒巻組組長）
- 理事長補佐 - 篠塚 太（二代目篠塚組組長）
- 理事長補佐 - 大沢孔一（大沢組組長）
- 風紀委員長 - 尾形隆明（三代目小林組組長）
- 慶弔委員長 - 竹田隆史（竹田組組長）
- 本部長補佐・事務局長 - 菊川泰二郎（三代目大平組組長）
- 本部長補佐 - 山崎智史（博道組組長）

副会長
- 山田貞美（三代目 前田一家総裁）
- 森憲一郎（森組組長）
- 平山貞男

本家総責任者
- 松隈達也（三代目池田(繁)組組長）

直若
- 田尻真也（二代目矢ヶ部組組長）
- 浦塚 明（二代目中村一家総長）
- 志岐公司（三代目吉岡一家総長）
- 平山伸矢（平山組組長）
- 塩満哲也（御薗会会長）
- 山下十志郎（二代目長崎一家総長）
- 岩崎弥太郎（三代目見城組組長）
- 岡田 充（岡田組組長）
- 中山雄次（中山組組長）
- 江頭康広（江頭組組長）
- 松永一夫（松永組組長）
- 古賀奎輔（奎仁会会長）
- 東田弥勇毅（四代目古賀一家総長）
- 田中雅文（三代目池田組組長）
- 中村裕人（四代目平野組組長）

## 事務所一覧
- 道仁会 本家 - 福岡県久留米市上津町1972
- 道仁会系 久保組 本部 - 福岡県久留米市三潴町玉満1156−8 1階
- 四代目道仁会系 三代目池田(繁)組 本部 - 福岡県久留米市 六ツ門町2−49
- 四代目道仁会系 三代目小林組 本部 - 福岡県久留米市小頭町5−10
- 四代目道仁会系 三代目大平組 本部 - 福岡県久留米市白山町412
- 四代目道仁会系 三代目吉岡一家 本部 - 福岡県大川市向島453
- 四代目道仁会系 奎仁会 本部 - 福岡県大川市向島2175
- 四代目道仁会系 松永組 本部 - 福岡県福岡市博多区上牟田1丁目10
- 四代目道仁会系 二代目荒巻組 本部 - 佐賀県鳥栖市西新町1422−271
- 四代目道仁会系 二代目長嵜一家 本部 - 佐賀県嬉野市嬉野町大字下宿丁920
- 四代目道仁会系 御薗会 本部 - 熊本県熊本市中央区2丁目2
- 四代目道仁会系 四代目古賀一家 本部 - 熊本県玉名市繁根木222

## 県暴力団排除条例
2019年6月、福岡県公安委員会は県暴力団排除条例に基づき会長の小林哲治（当時63歳）に対し「みかじめ料」目的などで飲食店などに立ち入らないよう組員に指示するよう命ずる再発防止命令を出し、命令に従わなければ「6月以下の懲役または50万円以下の罰金を科す」とされた。